# 歌川広重 (3代目)
三代目 歌川 広重（うたがわ ひろしげ、天保13年〈1842年〉 - 明治27年〈1894年〉3月28日）とは、江戸時代から明治時代にかけての浮世絵師。

## 来歴
初代歌川広重の門人。姓は後藤、後に安藤を称し、幼名は寅吉といい、後に寅次郎。俗称安藤徳兵衛。一立斎と号す。父は深川で船大工をしていた。安政4年（1857年）か安政5年（1858年）頃、浮世小路にあった会席料理屋の百川（ももかわ）の養子に入っている。元治元年（1864年）刊行の『絵本江戸土産』第9篇に「重政筆」とあることから重政と称して文久（1861年-1864年）頃から作画を始めたが、慶応元年（1865年）、２代広重が師の家を去った後にその後を継いだ。慶応3年（1867年）、初代広重の養女お辰に婿入りして、「二代目歌川広重」を自称した。しかし実際には三代目である。これは歌川国貞と同じように、意識的に二代目を抹殺するためであった。この頃は主に横浜絵などを描いていた。
広重の名前では初代、二代と同様に三代広重も「東海道五拾三次」を描いたことで世に知られているが、さすがに明治という時代を反映して、怒濤のごとく押し寄せる文明開化の産物、蒸気機関車、蒸気船、鉄道、洋風建築、洋服、散切り頭の民衆、人力車などを積極的に描いている。なかでも明治5年（1872年）に開通した新橋横浜間を結ぶ鉄道の登場は当時鉄輪が蒸気で走行するといって話題騒然、カルチャーショックを起こした。開通の前から浮世絵師たちが想像を膨らませて描いた錦絵は、全国にニュースとなって流れた。三代目広重はこういった文明開化の有様を毒々しい輸入アニリン紅を多用して描いたので、彼の開化絵は「赤絵」と呼ばれた。当時の落ち着きのない騒々しい世相を見事に映し取っていたといえよう。三代広重の開化絵は初代広重がもっていた叙情性とは縁がないが、からりとした明治前期の時代色を良く伝えている。また、このような開化絵のほか、東京名勝絵や諸国の物産絵などを多く描いている。明治9年（1876年）10月には中橋大鋸（おが）町4番地にすんでいたが、明治11年（1878年）には京橋弓町18、翌明治12年（1879年）から明治13年（1880年）頃には南紺屋町27に移っている。
明治15年（1882年）に描かれた大判錦絵三枚続「東京名所之内 銀座通煉瓦造鉄道馬車往復図」（マスプロ美術館所蔵）にはハイカラな煉瓦造りの西洋館、明治7年（1874年）に設置されたガス灯、明治15年（1882年）に新橋日本橋間に開通した東京馬車鉄道、さらに並んで走る人力車の他、画面の右端には東洋日報、左端に朝野新聞社の社屋も描かれており、当時の状況を知ることが出来る代表作かつ傑作である。また前年の明治14年（1881年）作画の｢上野公園 内国勧業第二博覧会美術館并猩々噴水器之図｣（東京国立博物館所蔵）では、政府主催により開催された内国博覧会会場（上野公園）内の煉瓦造りの美術館の前にある大きな噴水の周囲に珍しげに集まる人々を見事に捉えている。明治17年（1884年）頃、浅草旅籠町に移転した。
享年53。死因は口蓋がんで、亡くなる3ヶ月前に知人に宛てた手紙では、何軒も医者を訪ねたことや、2度腫瘍の切除手術を受けたことが絵と共に綴られている。かなり痛んだと思われるが、絵や文章は軽妙で、「悪口を不断いいたるむくひにておのれとなやむ真の悪口」などと狂歌が添えられている。また、「汽車よりも早い道中双六は目の前を飛ぶ五十三次」という辞世の短歌も残されている。墓所は初代広重と同じ東岳寺、法名は功降院機外立斎居士。

## 作品
- 「横浜商館之図」　大錦3枚続　慶応3年
- 「東京名勝図会」　大錦揃物　明治元年
- 「東京名勝高縄鉄道之図」　大錦3枚続　明治4年
- 「横浜海岸鉄道蒸気車図」　大錦3枚続　明治7年
- 「横浜郵便局開業之図」　大錦3枚続　明治8年
- 「大日本物産図会」　横中判揃物　明治10年
- 「東京名所之内　銀座通煉瓦造鉄道馬車往復図」　大錦3枚続　明治15年　マスプロ美術館所蔵
- 「穴守神社・羽根田浦図」　絹本着色　双幅　東京国立博物館所蔵
- 「江ノ島より富士眺望図」　絹本着色 広重美術館所蔵　明治前期
- 「南湖の左富士」　絹本着色 広重美術館所蔵 明治前期
- 「駿河薩多峠」　絹本着色　広重美術館所蔵　明治前期

## ギャラリー

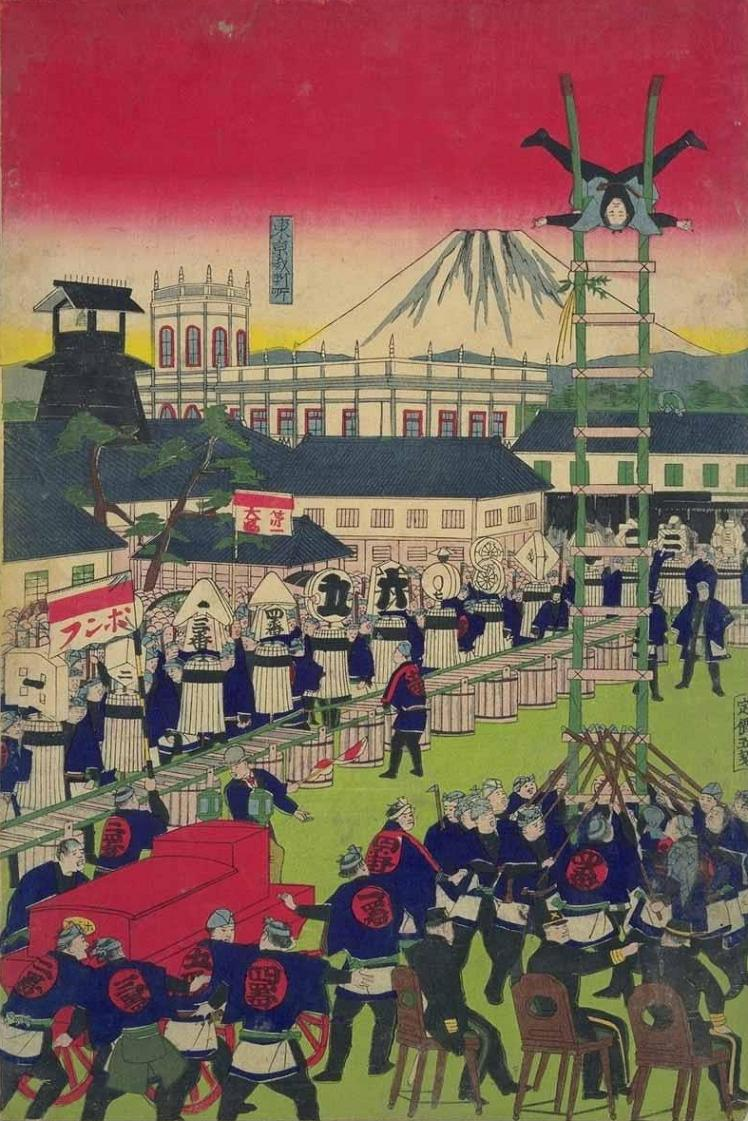
「東京名所八代洲町警視庁火消出初梯子乗之図」（部分）
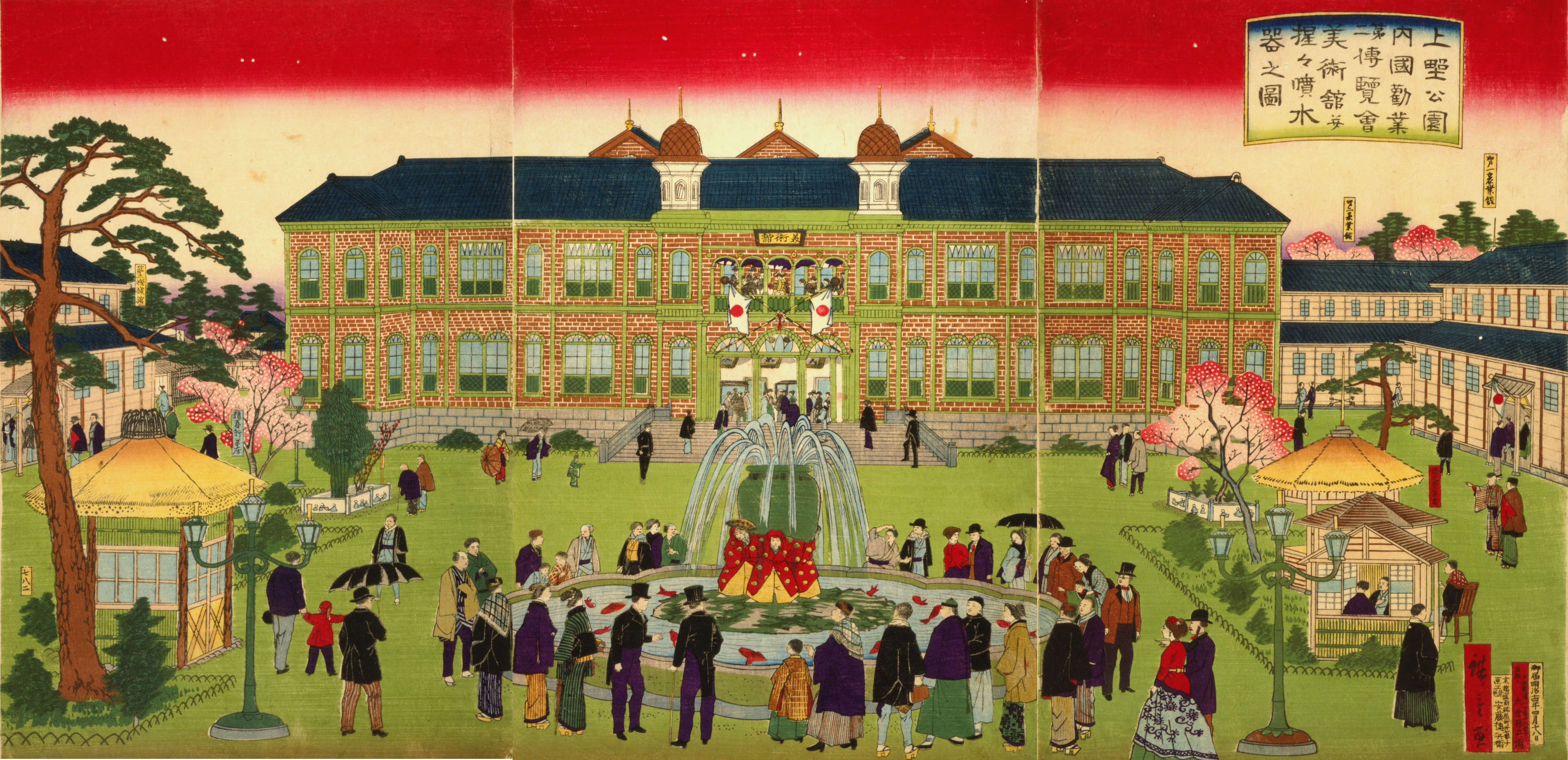
｢上野公園 内国勧業第二博覧会美術館并猩々噴水器之図｣
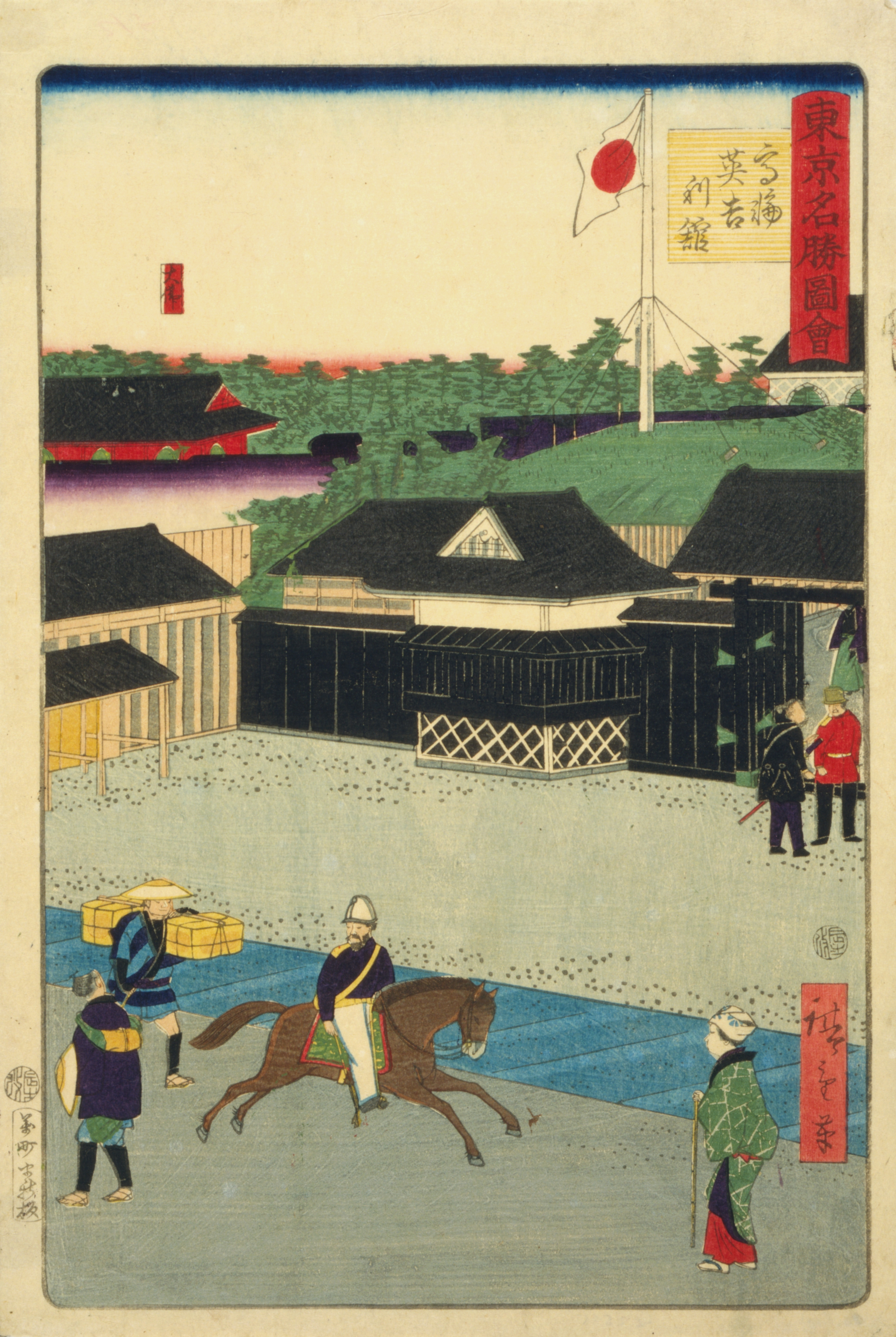
「東京名勝図会　高輪英吉利館」
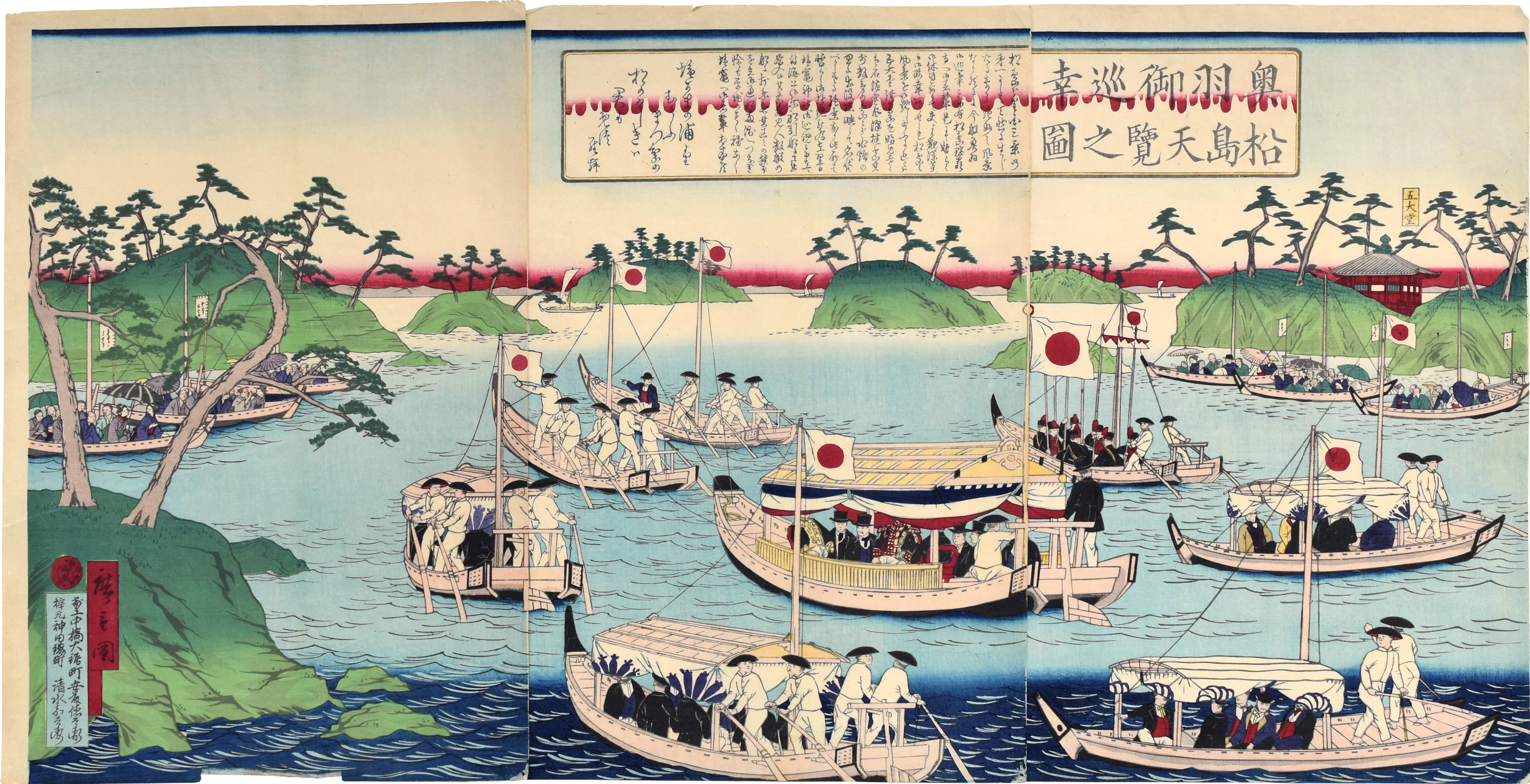
松島での帝国検査中の進展。歌川広重 (3代目)（1876年）
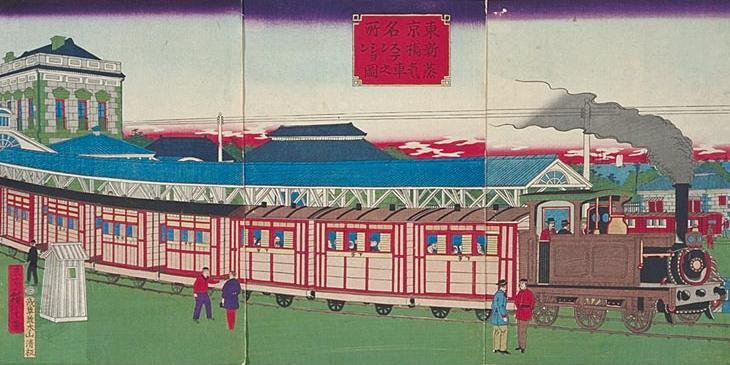
「東京名所新橋ステンション蒸気車之図」
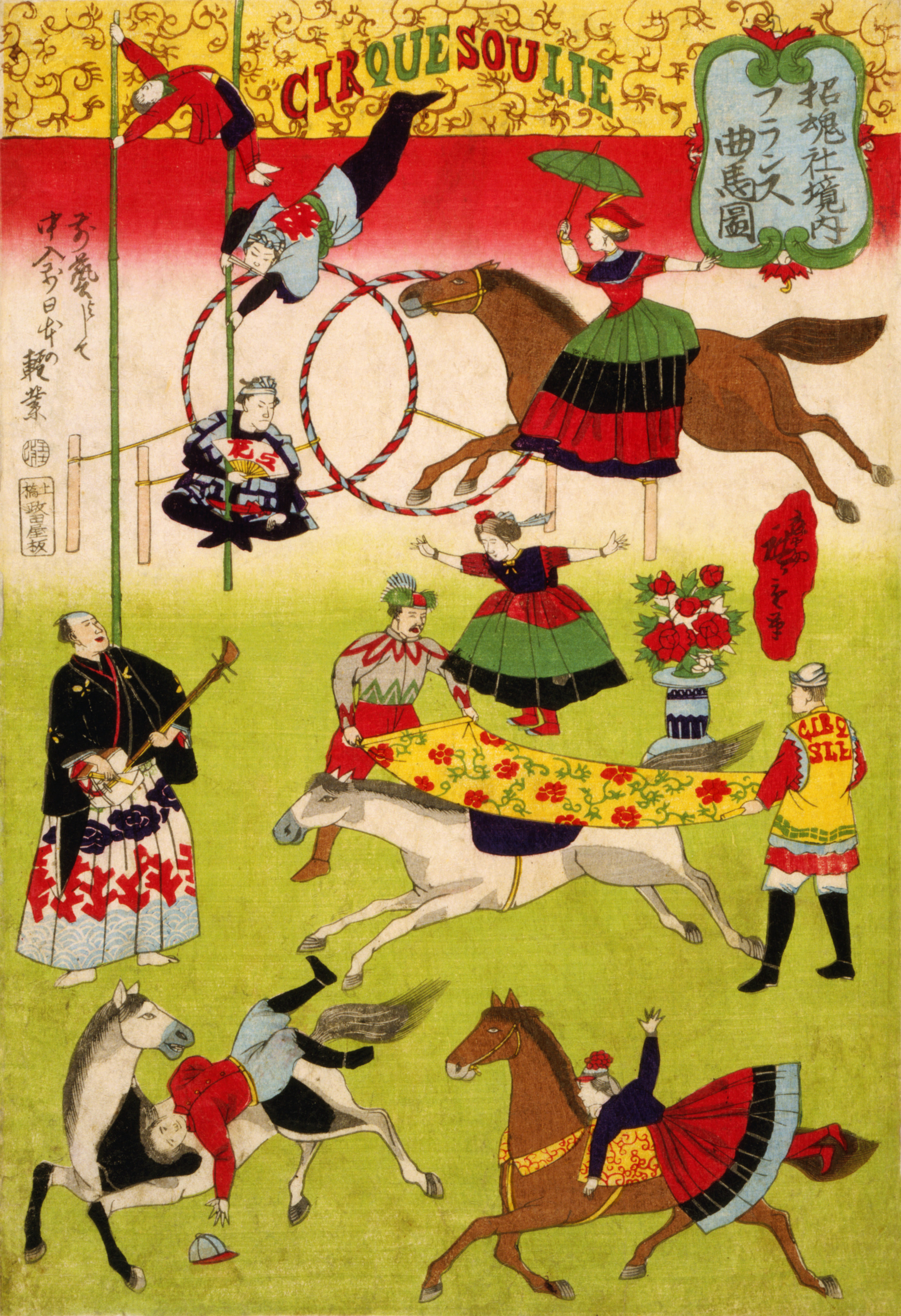
「招魂社境内フランス曲馬団」
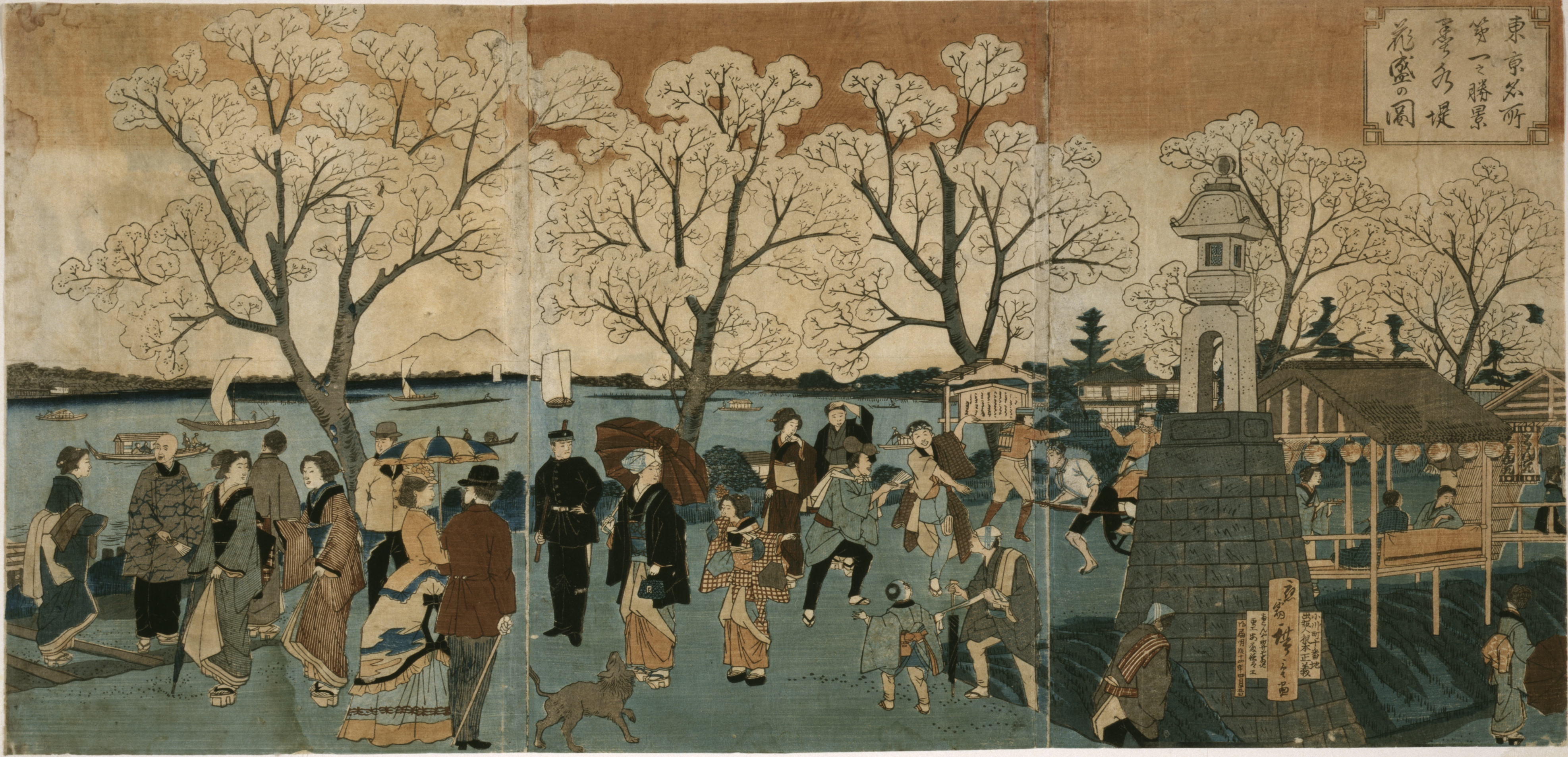
「東京名所第一之勝景 墨水堤花盛の図」
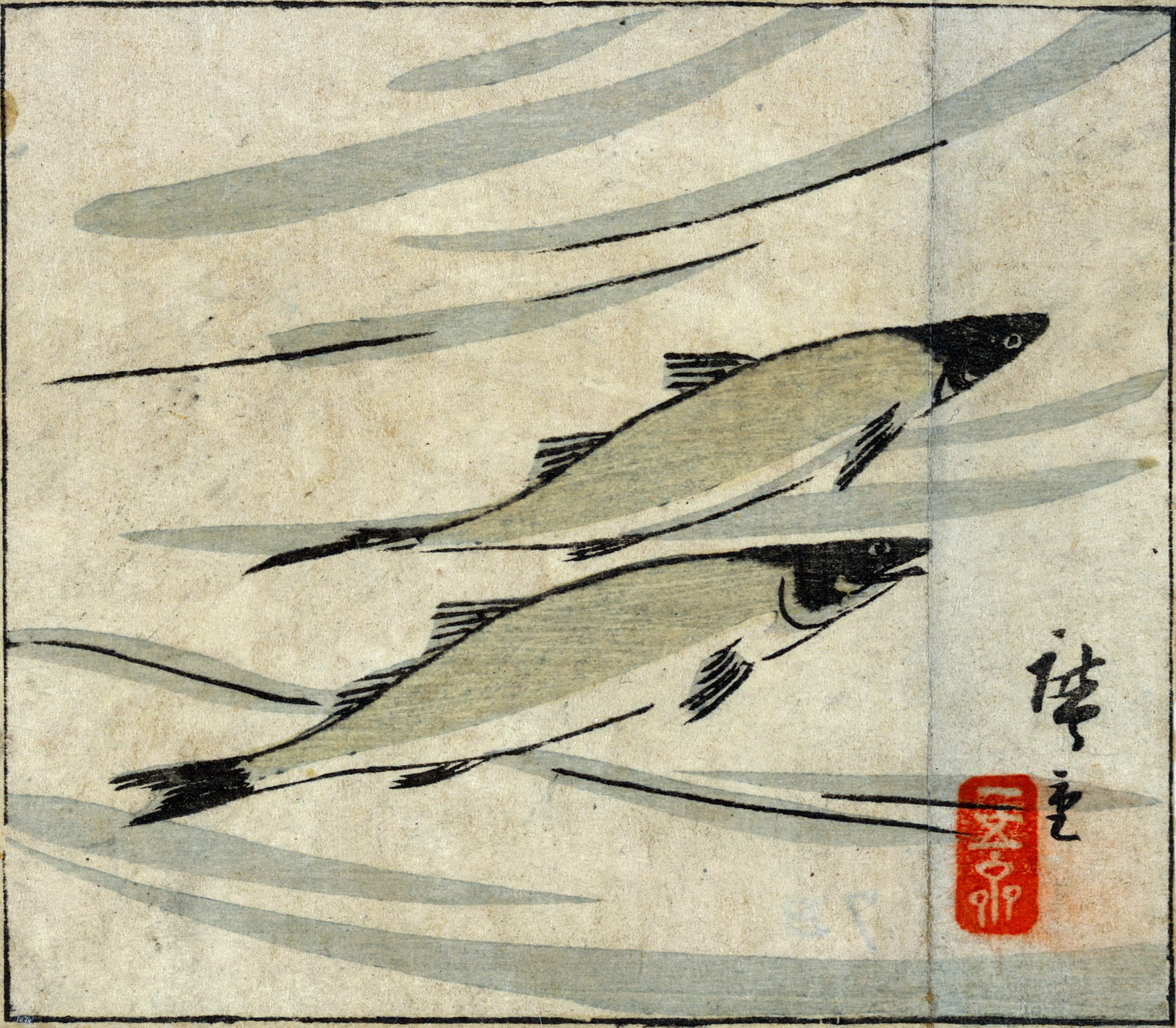
「鮎図」